# 凯塔尔
凯塔尔（Kaithal），是印度哈里亚纳邦凯塔尔县的一个城镇，1867年设市，为农贸中心。工业有榨棉、硝石加工、金属加工、陶器制造和涂漆木器制造等部门。

## 人口
该地2001年总人口117226人，其中男性63090人，女性54136人；0—6岁人口16216人，其中男9189人，女7027人；识字率64.75%，其中男性为70.35%，女性为58.23%。